# Science-Fiction-Jahr 1836
Übersicht

◄◄ | ◄ | 1832 | 1833 | 1834 | 1835 | Science-Fiction-Jahr 1836 | 1837 | 1838 | 1839 | 1840 | ► | ►►

Weitere Ereignisse

## Neuerscheinungen Literatur
| Deutscher Titel | Deutschsprachiges Erscheinungsjahr | Originaltitel | Autor       | Anmerkungen |
| --- | ---------------------------------- | ------------- | ----------- | ----------- |
| Reiseblüthen aus der Sternenwelt und Mond-Novelle | –                                  | –             | Eduard Boas |             |
| Reiseblüthen aus der Unterwelt : Erlebnisse in Wineta. Saturnalia und Olympia. Neptunia und Plutonien. Medicinia. Homöopathia und Minerva. Realia und Idealia. Liberalia und St. Simonia. Demagogia und Cynopolis | –                                  | –             | Eduard Boas |             |

## Geboren
- Walter Besant († 1901)
- Percy Greg († 1889)
- Eduard Loewenthal († 1917)
- Franz Stolze († 1910)